# Black Mountain Ranch (San Diego)
Black Mountain Ranch es una comunidad en el nordeste de la ciudad de San Diego, California.  Black Mountain Ranch tiene un área de 5,100 acres (21 km²)  y está localizada al norte de Rancho Peñasquitos y Torrey Highlands, al sur de Santa Fe Valley, al este de  Fairbanks Ranch y  Rancho Santa Fe y al oeste de 4S Ranch.
Black Mountain Ranch consiste principalmente de dos desarrollos habitaciones conocidos como Santaluz y Del Sur. Santa Luz es el área en la parte septentrional de Black Mountain Ranch mientras que Del Sur se encuentra en la parte norte. Actualmente el barrio no cuenta con ningún sistema de tránsito público. 
El acceso principal al barrio es vía Camino Del Sur (desde la Autopista Estatal 56 vía la Interestatal 5), Carmel Valley Road, y Camino Del Norte (desde la Interestatal 15).
Actualmente se tienen algunos planes de construir un parque municipal cerca de la nueva escuela elemental al lado de Paseo del Sur.  El barrio también cuenta con el Parque Comunitario de Black Mountain Ranch al lado de Carmel Valley Road al este de Camino Del Sur. [cita requerida]
El área cuenta con la recién escuela primaria Del Sur Elementary (Distrito Escolar Unificado de Poway).  También está preparado a que se inaugure en 2009 una nueva escuela, la 4S/Black Mountain Ranch Border, Del Norte High (Distrito Escolar Unificado de Poway). Black Mountain Ranch también cuenta con una escuela privada, Maranathia, una escuela cristiana. 
Los centros de compras más cercanos están al este de 4S Ranch (Ralph's Fresh Fair) y Carmel Mountain Ranch (Von's) y Torrey Highlands (Albertson's) al sur.